# 월라이타어
월라이타어(Wolaitta, Wolayttatto Doonaa)는 오모어파의 오메토어군에 속하는 언어로, 에티오피아 남부의 월라이타현 등지에 사는 월라이타족이 사용한다. 언어의 경계가 명확하지 않아 집계 방식에 따라 다르나 에스놀로그에 따르면 2022년 기준 약 280만 명의 모어 화자가 있는 것으로 추산된다. 매우 가까운 멜로어, 오이다어, 가모-고파-다우로어는 별개 언어가 아닌 월라이타어의 방언으로 보기도 한다.

## 음운

### 닿소리
|                |        | 양순음   | 치음    | 후치경음/ 경구개음 | 연구개음 | 성문음    |
| -------------- | ------ | -------- | ------- | ------------------ | -------- | --------- |
| 비음           | 비음   | m        | n       |                    |          |           |
| 파열음/ 파찰음 | 무성음 | p        | t       | ch(/tʃ/)           | k        |           |
| 파열음/ 파찰음 | 유성음 | b        | d       | j(/dʒ/)            | g(/ɡ/)   |           |
| 파열음/ 파찰음 | 방출음 | ph(/pʼ/) | x(/tʼ/) | c(/tʃʼ/)           | q(/kʼ/)  |           |
| 마찰음         | 무성음 |          | s       | sh(/ʃ/)            |          | h nh(/h̃/) |
| 마찰음         | 유성음 |          | z       | zh(/ʒ/)            |          |           |
| 유음           | 설측음 |          | l       |                    |          |           |
| 유음           | R음    |          | r       |                    |          |           |
| 반모음         | 반모음 | w        |         | y(/j/)             |          |           |

### 홀소리
|        | 전설  | 중설  | 후설  |
| ------ | ----- | ----- | ----- |
| 고모음 | i, iː |       | u, uː |
| 중모음 | e, eː |       | o, oː |
| 저모음 |       | a, aː |       |

## 같이 보기
- 남에티오피아 지역주